# Hocus Pocus
Hocus Pocus je fantasy plošinovka z roku 1994. Je to celkem třetí vyvinutá hra od studia Moonlite Software. Vypráví o kouzelnickém učni, který se chce dostat do Rady kouzelníků (org. Council of Wizards), a proto se vydává na quest, aby se radě zavděčil a mohl se oženit s dcerou vůdce rady, Popopy. Hráči musí projít 4 úrovně po 9 levelech. V úrovni musí najít předem určený počet krystalů, po jejím dokončení se objeví výsledková tabulka. Každá epizoda je zakončena souboji s bossy.
Hocus Pocus je plynule scrollující 2D plošinovka s VGA grafikou. Hra byla distribuována jako shareware společností Apogee Software, první epizoda byla k dispozici zdarma, další tři epizody si hráč musel dokoupit..